# Harálabos Papadiás
Harálabos Papadiás (en grec moderne : Χαράλαμπος Παπαδιάς, né le 24 janvier 1975 à Athènes) est un athlète grec spécialiste du 100 mètres.
Il s'illustre durant les Championnats du monde en salle 1997 de Paris en remportant la médaille d'or du 60 mètres, établissant en 6 s 50 la meilleure performance de sa carrière sur la distance, ainsi qu'un nouveau record national de Grèce. Il devance finalement le Jamaïcain Michael Green et le Nigérian Davidson Ezinwa, respectivement d'un et de deux centièmes de seconde. En 1998, Papadias prend la troisième du 100 m des Championnats d'Europe de Budapest en 10 s 17, derrière les Britanniques Darren Campbell et Dwain Chambers. Il établit le meilleur temps de sa carrière à l'occasion de la Coupe du monde des nations disputée en fin de saison à Johannesburg, se classant sixième du 100 m en 10 s 15.

## Palmarès
| Date | Compétition                    | Lieu         | Résultat | Épreuve | Temps   |
| ---- | ------------------------------ | ------------ | -------- | ------- | ------- |
| 1996 | Championnats d'Europe en salle | Stockholm    | 4e       | 60 m    |         |
| 1997 | Championnats du monde en salle | Paris        | 1er      | 60 m    | 6 s 50  |
| 1998 | Championnats d'Europe          | Budapest     | 3e       | 100 m   | 10 s 17 |
| 1998 | Coupe du monde des nations     | Johannesburg | 6e       | 100 m   | 10 s 15 |